# Bitwa pod Bracławiem
Bitwa pod Bracławiem miała miejsce 26 sierpnia 1671 roku podczas wojny polsko-kozacko-tatarskiej 1666-1671.
Gdy do stojącego pod Oryninem (w pobliżu Kamieńca Podolskiego) Jana Sobieskiego doszła wieść o odejściu z Ukrainy znacznych sił tatarskich, hetman doszedł do wniosku, że jest to doskonały moment do rozpoczęcia działań ofensywnych. Wobec tego 20 sierpnia z samą jazdą i dragonią ruszył komunikiem przeciwko stojącym w okolicach Pieczary wojskom kozacko-tatarskim. Pomimo że żołnierze Sobieskiego szli nocami po bezdrożach, nie zdołali zaskoczyć nieprzyjaciela. W porę ostrzeżeni Kozacy i Tatarzy schronili się w Bracławiu, przy czym Kozacy zajęli górne miasto, a Tatarzy dolne. Gdy próba wywabienia Kozaków i Tatarów nie powiodła się, Sobieski skierował swe siły między oba miasta i odciął w ten sposób Kozaków od Tatarów. Znajdujący się w dolnym mieście Tatarzy rzucili się do ucieczki, a w pogoń za nimi ruszyły prawie wszystkie siły Sobieskiego. Uciekających Tatarów ścigano aż do odległego o 30 km Batoha i całkowicie rozproszono. Znajdujący się w górnym mieście Kozacy, widząc klęskę Tatarów, poddali się. Według relacji dowódcy wojsk tatarskich Omera Alego Tatarzy stracili w bitwie i pościgu 500 zabitych.

## Literatura
- Mała Encyklopedia Wojskowa, 1967, Wydanie I
- Leszek Podhorodecki, "Chanat Krymski i jego stosunki z Polską w XV-XVIII w.", Warszawa 1987, ISBN 83-05-11618-2, ss. 213-214